# Allium oreophiloides
Allium oreophiloides — вид рослин з родини амарилісових (Amaryllidaceae); поширений в Афганістані, Киргизстані й Таджикистані.

## Опис
Цибулина одна (рідко їх дві), куляста, 0.8–1.5 см товщиною; зовнішні оболонки сірі. Стеблина 3–10 см заввишки, гладка чи шорсткувата. Листків 2, ниткоподібні, жолобчасті.

## Поширення
Поширений в Афганістані, Киргизстані й Таджикистані.